# Alto-alemão antigo
O termo alto-alemão antigo (em alemão: Althochdeutsch) se refere ao estágio inicial da língua alemã e convencionalmente cobre o período em torno do ano 500 até 1050.
Textos escritos coerentes não aparecem até a segunda metade do século VIII, e alguns tratam do período anterior a 750 como "pré-histórico" e datam o início do alto-alemão antigo em 750 por esta razão. Há, no entanto, várias inscrições rúnicas em Futhark antigo que datam do século VI (especialmente a "fivela de Pforzen"), assim como palavras isoladas e muitos nomes encontrados em textos latinos anteriores ao século VIII.
A principal diferença entre o alto-alemão antigo e os dialetos alemães ocidentais que dele se desenvolveram é que eles experimentaram a segunda mudança sonora ou mudança consonantal do alto-alemão.
Esta mudança é geralmente datada aproximadamente entre o final do século V e começo do século VI - daí o início do alto-alemão antigo por volta de 500. O resultado dessa mudança sonora é que o sistema consonantal do alemão permanece diferente de todas as outras línguas germânicas ocidentais, inclusive do inglês e do baixo-alemão. Gramaticalmente, contudo, o alto-alemão antigo permaneceu muito similar ao inglês antigo, baixo francônio antigo e saxão antigo.
Na metade do século XI as muitas vogais diferentes encontradas em sílabas átonas foram reduzidas para 'e'. Visto que estas vogais eram parte de terminações gramaticais nos substantivos e verbos, suas perdas levaram à simplificação radical da declinação gramatical do alemão. Por essas razões, o ano de 1050 é visto como o início do período do alto-alemão médio, apesar do fato de que quase não há textos em alemão nos cem anos seguintes.
Exemplos da redução vogal em sílabas átonas:
| Alto-alemão antigo | Alto-alemão médio | Português |
| machôn             | machen            | fazer     |
| taga               | tage              | dias      |
| demu               | dem               | ao, à     |

## Dialetos
Não há um padrão ou uma variedade supra-regional do alto-alemão antigo - cada texto é escrito em um dialeto particular, e em alguns casos numa mistura de dialetos. Falando de um modo geral, as principais divisões dialetais do alto-alemão antigo parecem ter sido similares às dos períodos posteriores - são baseadas em grupos territoriais estabelecidos e nos efeitos da segunda mudança sonora, que mantém a influência até a atualidade. Mas devido à evidência direta do alto-alemão antigo consistir apenas de manuscritos produzidos em uns poucos centros eclesiásticos principais, não há informação das isoglossas nas quais os mapas dos dialetos modernos são baseados. Por essa razão os dialetos do alto-alemão antigo podem ser chamados de dialetos de monastérios.
Os principais dialetos, com seus bispados e monastérios:
- Alemão central
  - Francônio médio: Tréveris, Echternach, Colônia
  - Francônio renano: Lorsch, Espira, Worms, Mogúncia, Francoforte
  - Francônio renano meridional: Vissemburgo
  - Francônio oriental: Fulda, Bamberga, Vurzburgo
  - Turíngio: (sem textos)
  - Francônio ocidental: dialeto conjectural dos francos do norte da Gália
- Alemão superior
  - Alemânico: Murbach, Reichenau, São Galo, Estrasburgo
  - Bávaro: Frisinga, Passau, Ratisbona, Augsburgo, Ebersberga, Wessobrunn, Tegernsee, Salzburgo, Mondsee
  - Langobárdico: (incompleto, classificação como alto-alemão antigo incerta)

Há algumas diferenças importantes entre a arrumação geográfica dos dialetos do alto-alemão antigo e do alemão moderno:
- Nenhum dialeto alemão era falado a leste dos rios Elba e Saale - no período do alto-alemão antigo esta área estava ocupada por povos eslavos e não foi colonizada por falantes germânicos até o século XII;
- O dialeto langobárdico dos lombardos que invadiram o norte da Itália no século VI é considerado como tendo sido do dialeto do alemão superior e pertencido ao alto-alemão antigo, embora poucas evidências restem além de nomes e palavras isoladas em textos latinos, e umas poucas inscrições.

### Franco
Os francos conquistaram o norte da Gália com o limite sul no Loire; a fronteira linguística depois se estabeleceu aproximadamente ao longo dos cursos do Mosa e do Mosela, com os falantes de franco mais ocidentais sendo romanizados. Todavia o franco é um caso especial entre as antigas línguas germânicas ocidentais. As tribos francas construíram seu império na mesma época que a mudança consonantal do alto-alemão ocorreu. Isto significou que os dialetos francos no norte do seu império, os Países Baixos, não sofreram a mudança, o que ocorreu com os do sul. Os dialetos meridionais são parte do alto-alemão antigo, e os do norte do baixo francônio antigo.
Com a vitória de Carlos Magno sobre os lombardos em 776, quase todos os povos germânico-falantes continentais haviam sido incorporados ao Império Franco. Dessa forma, juntou todos os falantes germânicos ocidentais também sob domínio franco. No entanto, como a língua da administração e da Igreja era o latim, esta unificação não levou a qualquer desenvolvimento de uma variedade supra-regional do franco.

## Fonologia
Os quadros mostram os sistemas de vogais e consoantes do dialeto francônio oriental no século IX. Este é o dialeto do monastério de Fulda, específica de Tatiano. Dicionários e gramáticas do alto-alemão antigo muitas vezes usam a ortografia de Tatiano em substituição à ortografia natural padrão, tendo isso a vantagem de ser reconhecivelmente próxima das formas das palavras do alto-alemão médio, em particular com relação às consoantes.

### Vogais
|         | anterior | anterior | central | central | posterior | posterior |
| curta   | longa    | curta    | longa   | curta   | longa     |           |
| fechada | i        | iː       |         |         | u         | uː        |
| média   | e        | eː       |         |         | o         | oː        |
| aberta  |          |          | a       | aː      |           |           |

Observações:
1. Parece provável que todas as vogais posteriores tinham alofones anteriores como resultado de uma mutação vocálica, que foi então fonemizada no alto-alemão médio. Havia também um [e] meio fechado como conseqüência da metafonia de /a/ e /e/.
2. É provável que as vogais curtas altas e médias fossem mais baixas que suas equivalentes longas, como no alemão moderno, mas isto é impossível de ser estabelecido a partir de fontes escritas.
3. No final do período, as vogais curtas e depois as longas tendem a ser substituídas, quando nas sílabas não tônicas, por <e>, que pode ser representado por [ɛ] ou por schwa [ə].

### Ditongos
Os ditongos são indicados pelas formas: <ei>, <ie>, <io>, <iu>, <ou>, <uo>.

### Consoantes
|             | Bilabial | Labiodental | Dental | Alveolar | Pos-alveolar | Palatal    | Velar  | Glotal |
| Oclusiva    | p b      |             |        | t d      |              | k <k, c> g |        |        |
| Africativa  | p͡f       |             |        | ts <z>   |              |            |        |        |
| Nasal       | m        |             |        | n        |              |            | ŋ <ng> |        |
| Fricativa   |          | f v <f, v>  | θ      | s z      |              | x <h>      | h      |        |
| Aproximante | w <uu>   |             |        |          | j            |            |        |        |
| Líquida     |          |             |        | r l      |              |            |        |        |

Observações:
1. Há amplamente variações nos sistemas consonantais dos dialetos do alto-alemão antigo surgindo principalmente das quantidades diferentes em que eles foram afetados pela mudança sonora do alto-alemão. É impossível de se estabelecer informações precisas sobre as articulações das consoantes.
2. Nas oclusivas e fricativas, onde há duas consoantes numa sílaba, a primeira é forte e a segunda é fraca. A pronúncia das consoantes fracas varia entre os dialetos.
3. O alto-alemão antigo tem consoantes longas, e os grupos de consoantes dobradas não indica uma vogal longa como na ortografia do alemão moderno, mas especialmente consoantes duplas naturais: pp, bb, tt, dd, ck (para /kk/), gg, ff, ss, hh, zz, mm, nn, ll, rr.
4. É sensato que se suponha que /x/ tivesse um alofone [χ] antes de vogais posteriores, como no alemão moderno.

## Textos
A parte inicial do período experimentou uma atividade missionária considerável, e por volta de 800 todo o Império Franco tinha, em princípio, sido cristianizado. Todos os manuscritos que contêm textos em alto-alemão antigo foram escritos em escritórios eclesiásticos por escribas cuja principal tarefa era escrever em latim e não em alemão. Consequentemente, a maioria dos textos em alto-alemão antigo são de natureza religiosa e mostram forte influência do latim eclesiástico no vocabulário. Na realidade, a maioria dos textos em prosa sobreviventes são traduções de originais em latim. Até mesmo trabalhos seculares como a "Canção de Hildebrando" (Hildebrandslied) foram muitas vezes preservadas por que foram escritos em folhas extras de códices religiosos.
O texto mais antigo em alto-alemão antigo é geralmente considerado como sendo o Codex Abrogans, um glossário latino-alto-alemão antigo variadamente datado entre 750 e 780, provavelmente de Reichenau. Os "Encantamentos de Merseburgo" do século VIII são os únicos remanescentes da literatura pré-cristã alemã. Os textos mais antigos não dependentes dos originais em latim devem ser a "Canção de Hildebrando" e a "Prece de Wessobrunn", ambos registrados em manuscritos do início do século IX, apesar de se supor que os textos derivem de cópias anteriores.
O bávaro Muspilli é o único texto sobrevivente uma vasta tradição oral. Outros trabalhos importantes são os Evangelienbuch  de Otfrid de Weissenburg (em alemão: Otfrid von Weißenburg), a curta mais esplêndida "Canção de Ludovico" (Ludwigslied) e a "Canção de São Jorge" (Georgslied) do século IX. O limite inicial do alto-alemão médio (a partir de cerca de 1050) não é bem definido. O mais expressivo exemplo da literatura do alto-alemão médio inicial é a "Canção de Anno" (Annolied).

## Exemplos de textos
O Pai Nosso em três dialetos. Por serem essas traduções de textos litúrgicos, elas não são consideradas como exemplos de uma língua única, mas mostram claramente a variação dialetal.
| Alemânico, século VIII | Francônio renano meridional, século IX | Francônio oriental, c. 830 |
| O Pai Nosso de São Galo | Catecismo de Vissemburgo | Alto-alemão antigo de Tatiano |
| --- | --- | --- |
| Fater unser, thu bist in himile uuihi namu dinan qhueme rihhi diin uuerde uuillo diin, so in himile, sosa in erdu prooth unseer emezzihic kip uns hiutu oblaz uns sculdi unsero so uuir oblazem uns skuldikem enti ni unsih firleit in khorunka uzzer losi unsih fona ubile | Fater unser, thu in himilom bist, giuuihit si namo thin quaeme richi thin uuerdhe uuillo thin samam so in himile end in erthu Brooth unseraz emezzigaz gib uns hiutu end farlaz uns sculdhi unsero same so uuir farlazzem scolom unserem endi ni geleidi unsih in costunga auh arlosi unsih forn ubile | Fater unser, thu thar bist in himile si geheilagot thin namo queme thin rihhi si thin uuilo so her in himile ist, so si her in erdu unsar brot tagalihhaz gib uns hiutu inti furlaz uns unsara sculdi so uuir furlazemes unsaren sculdigon inti ni gileitest unsih in costunga uzouh arlosi unsih fon ubile |

Fonte: Braune/Ebbinghaus, Althochdeutsches Lesebuch, 15ª edição (Niemeyer,1969)